# Байрамов, Байрам Салман оглы
Байрам Салман оглы Байрамов (азерб. Bayram Salman oğlu Bayramov; 11 декабря 1918, Шихаванд, Гянджинская губерния — 9 ноября 1994, Баку) — прозаик. Член Союза писателей Азербайджана (с 1954 года). Народный писатель Азербайджанской ССР (1984). Лауреат Государственной премии Азербайджанской ССР (1990). Депутат Верховного Совета Азербайджана (1990).

## Биография
Родился 11 декабря 1918 года в селе Шихаванд Джаванширского района (ныне село Алимададлы Агдамского района) в крестьянской семье. После окончания семилетней сельской школы продолжил образование в Агдамском педагогическом техникуме (1934—1938).
Работал учителем в неполной средней школе села Гусанлы Тертерского района (1938—1940), заведующим учебной частью неполной средней школы села Муслимлар (1940—1941), директором школы-семилетней школы села Хоузлу (1941—1942).
Участвовал в Великой Отечественной войне в боях за Моздок. Был тяжело ранен (1942). После выздоровления в военном госпитале полгода руководил семилетней школой в селе Гоюнбинаси Евлахского района. С апреля 1943 года снова служил в Советской Армии.
Демобилизовавшись и вернувшись в родное село, продолжил педагогическую деятельность. Работал учителем семилетней школы (1944—1945). В 1945—1950 годах учился на филологическом факультете Азербайджанского государственного университета.
Затем работал преподавателем библиотечного техникума имени Н.К. Крупской (1948—1955), главным редактором литературно-драматической программы радио (1956—1958), литературным работником журнала «Азербайджан» (1958—1960).), консультантом по прозе Союза писателей Азербайджана (1960—1963).
Работал заместителем председателя Госиздата (1966—1971). Был председателем Комитета народной помощи Карабаху (с 1989 года).
С 1991 года — член Совета Союза писателей Азербайджана.
Был активным общественным деятелем, членом бюро райкома партии (1960), депутатом Бакинского горсовета (1961, 8-й созыв) и депутатом райсовета (1959, 7-й созыв), членом Милли Меджлиса Азербайджана.

## Творчество
Байрам Байрамов начал свою творческую деятельность в 1950 году своим первым рассказом «Мост», опубликованным в газете «Азербайджанская молодежь». С тех пор он регулярно появлялся в периодических изданиях. Начиная с первых своих произведений, Байрам Байрамов известен как писатель, глубоко знакомый с жизнью современного азербайджанского села. К концу 1960-х он писал романы на тему города, в основном о жизни интеллектуалов. Автор написал более десятка романов, множество рассказов и более пятнадцати рассказов.
В своем рассказе «Его глаза», написанном в 1957 году, Байрам Байрамов отразил жизнь современников с разных сторон и на разных уровнях проблем. В рассказе «Если полюбит, то вернется», написанном автором в 1962 году, он затронул нравственные и духовные вопросы. Один из рассказов Насира, написанных в 1960-х годах, называется «Ореховое дерево». В этом рассказе написано против старых традиций, устаревших нравственных норм, консерватизма в проблеме «отцов и детей».
Женские образы занимают особое место в творчестве Байрама Байрамова. В фирангизовском экземпляре рассказа «Крутость» писательница обобщает сорокалетний опыт азербайджанской советской прозы по отношению к женским копиям. Также автор рассказывает об участии азербайджанских женщин в Великой Отечественной войне в «Тоске по сыну».
Одноимённая повесть, впервые вошедшая в книгу «Три дня, три ночи», изданную в 1967 году, отличается новизной в творчестве Байрама Байрамова. Таким образом, за исключением повести «Три дня, три ночи» писателя, принимавшего участие в боях против германского фашизма в Великой Отечественной войне, тема войны встречается в его творчестве очень редко. В рассказе «Три дня, три ночи» Байрам Байрамов продолжил традиции азербайджанской прозы, связанные с войной. В повести писатель сосредотачивается на судьбах двух молодых людей. Писатель постарался на фоне военных сцен отразить, как они преодолевали тяжелые испытания, показывали пример патриотизма, отваги и отваги.
Авторское произведение «Кольцо без бровей», написанное в 70-е годы, является одним из образцов публицистического рассказа в современной прозе. Произведение состоит из одиннадцати рассказов. В каждом из этих рассказов автор освещает определённую тему и знакомит читателей с поучительными и наводящими на размышления событиями общественной и духовной жизни. В рассказах «Тоска по сыну» и «Желтый дедушка» писатель акцентирует внимание на событиях Великой Отечественной войны.

## Произведения
1. "Tək adam". Bakı: Uşaqgəncnəşr, 1956, 160 səh.
2. "Üç gün, üç gecə". Bakı: "Gənclik" nəşriyyatı, 1967.
3. "Yarpaqlar" (roman). Bakı: Uşaqgəncnəşr, 1961, 312 səh.
4. "Sənsiz" (povestlər). Bakı: Azərnəşr, 1963, 266 səh.
5. "Onun gözləri" (roman). Bakı: Azərnəşr, 1964, 408 səh.
6. "Xəzinə". "Bəlalı sevgim" (romanlar). Bakı: Azərnəşr, 1965, 438 səh.
7. "Arakəsmələr" (roman). Bakı: Azərnəşr, 1966, 569 səh.
8. "Üç gün, üç gecə" (povestlər). Bakı: Gənclik, 1967, 472 səh.
9. "Seçilmiş əsərləri" (iki cilddə). I cild. Bakı: Azərnəşr, 1968, 514 səh.
10. "Seçilmiş əsərləri" (iki cilddə). II cild. Bakı: Azərnəşr, 1968, 431 səh.
11. "Yasəmən". Bakı: Gənclik, 1969, 298 səh.
12. "Arakəsmələr" (roman). III, IV kitab. Bakı: Azərnəşr, 1971, 435 səh.
13. "Fəhlə qardaş". Bakı: Gənclik, 1975, 217 səh.
14. "Qaşsız üzük" (povestlər). Bakı: Azərnəşr, 1977, 404 səh.
15. "Yazılmamış kitab". Bakı: Yazıçı, 1978, 488 səh.
16. "Cıdır düzü". Bakı: Yazıçı, 1979, 476 səh.
17. "Gün batanda". Bakı: Yazıçı, 1981, 448 səh.
18. "Seçilmiş əsərləri" (üç cilddə). I cild. Bakı: Yazıçı, 1984, 328 səh.
19. "Seçilmiş əsərləri" (üç cilddə). II cild. Bakı: Yazıçı, 1984, 324 səh.
20. "Şəhərdən gələn qız". Bakı: Yazıçı, 1984, 488 səh.
21. "Seçilmiş əsərləri" (üç cilddə). III cild. Bakı: Azərnəşr, 1985, 431 səh.
22. "Karvan yolu" (roman). I cild. Bakı: Yazıçı, 1986, 798 səh.
23. "Çox sözdən sonra" (povest və hekayələr). Bakı: Yazıçı, 1989, 294 səh.
24. "Üzlü-astarlı günlər" (roman-xatirə və publisistik məqalələr). Bakı: Gənclik, 1992, 392 səh.
25. "Karvan yolu" (roman). II cild. Bakı: Azərnəşr, 1993, 430 səh.

## Фильмография
1. Красавицей я не была (фильм, 1968)
2. Фирангиз (фильм, 1975)
3. Его бедовая любовь (фильм, 1980)

## Награды
- Орден «Знак Почета» (1968)
- Орден Дружбы народов (1978)
- Орден Отечественной войны II степени (1985)
- Орден Трудового Красного Знамени (1988)
- Почетная грамота Президиума Верховного Совета Азербайджанской ССР (1967)
- Медали.